# 0+1=1 (I Promise You)
0+1=1 (I Promise You) là mini-album thứ hai của nhóm nhạc nam Hàn Quốc Wanna One, một nhóm dự án được tạo ra thông qua chương trình sinh tồn Mnet 2017, Produce 101 Season 2, bao gồm mười một thực tập sinh từ các công ty giải trí khác nhau sẽ quảng bá trong 18 tháng theo YMC Entertainment. Album được phát hành vào ngày 19 tháng 3 năm 2018, bởi YMC Entertainment, Stone Music Entertainment và CJ E & M Music.

## Bối cảnh và phát hành
Vào ngày 26 tháng 2, Wanna One đã công bố ngày phát hành của ca khúc chủ đề đặc biệt và mini album thứ hai của họ, có tiêu đề 0 + 1 = 1 (I Promise You).  Ca khúc chủ đề đặc biệt, "I Promise You (I.P.U.)" đã được phát hành vào ngày 5 tháng 3 cùng với video âm nhạc của nó, đánh dấu ngày thứ 333 kể từ lần xuất hiện công khai đầu tiên của nhóm. Ca khúc chủ đề "Boomerang" được phát hành vào ngày 19 tháng 3 cùng với album. "Boomerang" là một bài hát nói về trái tim của một người đang vươn tới một người quan trọng khác và trở lại sau khi kết nối.

## Quảng bá
Wanna One đã tổ chức một chương trình trở lại vào ngày 19 tháng 3, được phát trực tiếp trên Mnet. Nó giới thiệu các màn trình diễn của nhóm về các bài hát mới của họ cũng như các cảnh quay hậu trường của video âm nhạc của họ.

## Biểu diễn thương mại
Vào ngày 5 tháng 3, đã có thông báo rằng số lượng đơn đặt hàng trước cho album đã vượt quá 700.000 bản, phá vỡ kỷ lục trước đó do nhóm thiết lập. "I Promise You (I.P.U.)" đứng đầu sáu bảng xếp hạng âm nhạc trực tuyến của sáu trang web âm nhạc lớn: Melon, Genie, Bugs, Mnet, Naver và Soribada; và đạt được trạng thái "giết tất cả" thời gian thực vào ngày phát hành. Bài hát cũng giành được vị trí đầu tiên trên Show! Music Core và Show Champion mà không có bất kỳ khuyến mãi nào.

## Danh sách bài hát
| STT              | Nhan đề                                                                         | Phổ lời                                         | Phổ nhạc                              | Arrangement                     | Thời lượng |
| ---------------- | ------------------------------------------------------------------------------- | ----------------------------------------------- | ------------------------------------- | ------------------------------- | ---------- |
| 1.               | "Gold"                                                                          | ASSBRASS 키겐 ESBEE JQ 현지원 (makeumine works) | ASSBRASS 키겐 ESBEE                   | ASSBRASS 키겐 ESBEE             | 3:39       |
| 2.               | "I Promise You (I.P.U.)" (약속해요, Yaksokhaeyo)                                | 별들의전쟁 *(GALACTIKA *)                       | 별들의전쟁 *(GALACTIKA *) 아테나 로빈 | 로빈                            | 3:40       |
| 3.               | "Boomerang" (부메랑, bumerang)                                                  | Roydo Wonderkid BreadBeat Shaun Kim             | Roydo Wonderkid BreadBeat Shaun Kim   | Wonderkid BreadBeat Shaun Kim   | 3:03       |
| 4.               | "We Are"                                                                        | GRAVVITY TIME MACHINE                           | GRAVVITY TIME MACHINE                 | GRAVVITY TIME MACHINE           | 3:21       |
| 5.               | "Day by Day" (보여, boyeo)                                                      | 정호현(e.one) Party in My Pool(Kevin Dae)       | 정호현(e.one)                         | 정호현(e.one)                   | 3:06       |
| 6.               | "I'll Remember" (너의 이름을, neoui ireum-eul)                                  | 신쿵 달리                                       | 신쿵 BreadBeat 송호진 Wonderkid       | 신쿵 BreadBeat 송호진 Wonderkid | 3:34       |
| 7.               | "I Promise You (Propose Ver.)" (약속해요 (고백 ver.), Yaksokhaeyo (Gobaek ver)) | 별들의전쟁 *(GALACTIKA *)                       | 별들의전쟁 *(GALACTIKA *) 아테나      | 아테나                          | 4:18       |
| Tổng thời lượng: | Tổng thời lượng:                                                                | Tổng thời lượng:                                | Tổng thời lượng:                      | Tổng thời lượng:                | 24:50      |

## Bảng xếp hạng

### Bảng xếp hạng hàng tuần
| Bảng xếp hạng (2018)            | Vị trí cao nhất |
| ------------------------------- | --------------- |
| Hàn Quốc (Gaon)                 | 1               |
| Hoa Kỳ World Albums (Billboard) | 10              |

### Bảng xếp hạng kết thúc năm
| Bảng xếp hạng (2018)  | Vị trí |
| --------------------- | ------ |
| Album Hàn Quốc (Gaon) | 4      |

## Chứng nhận
| Quốc gia                                 | Chứng nhận  | Số đơn vị/doanh số chứng nhận |
| ---------------------------------------- | ----------- | ----------------------------- |
| Hàn Quốc (KMCA)                          | 3× Platinum | 750.000^                      |
| * Chứng nhận dựa theo doanh số tiêu thụ. |             |                               |